# Bataille de Bar-sur-Aube
Sixième Coalition
Batailles
Campagne de Russie (1812)
- Liste des batailles
- Mir
- Moguilev
- Ostrovno
- Vitebsk
- Kliastitsy
- Smolensk
- 1re Polotsk
- Valoutina Gora
- Moskova
- Moscou
- Winkowo
- 2e Polotsk
- Maloïaroslavets
- Gorodnia
- Czaśniki
- Viazma
- Smoliani
- Krasnoï
- Bérézina

Campagne d'Allemagne (1813)
- Dantzig
- Lunebourg
- Möckern
- Lützen
- Bautzen
- Reichenbach
- Haynau
- Luckau
- Hoyerswerda
- Lauenbourg
- Goldberg
- Gross Beeren
- Katzbach
- Dresde
- Kulm
- Dennewitz
- Peterswalde
- Liebertwolkwitz
- Leipzig
- Hanau
- Sehested
- Torgau
- Hambourg

Campagne de France (1814)
- Sainte-Croix-en-Plaine
- Besançon
- Mayence
- Metz
- Saint-Avold
- 1re Saint-Dizier
- Brienne
- La Rothière
- Campagne des Six-Jours (Champaubert
- Montmirail
- Château-Thierry
- Vauchamps)
- Mormant
- Montereau
- Bar-sur-Aube
- Saint-Julien
- Laubressel
- Berry-au-Bac
- Craonne
- Coutures
- Laon
- Soissons
- Mâcon
- Reims
- Saint-Georges-de-Reneins
- Limonest
- Arcis-sur-Aube
- Fère-Champenoise
- 2e Saint-Dizier
- Meaux
- Claye
- Villeparisis
- Paris

- Feistritz
- Caldiero (en)
- Trieste
- Mincio

- Hoogstraten (de)
- Anvers
- Berg-op-Zoom
- Courtrai

La bataille de Bar-sur-Aube eut lieu le 27 février 1814 à Bar-sur-Aube, entre les armées françaises et autrichiennes. Les Français étaient commandés par Étienne Jacques Joseph Macdonald, alors que les Autrichiens et leurs alliés bavarois et russes étaient sous les ordres du prince Karl Philipp de Schwarzenberg. La bataille se termina sur une victoire de la coalition.

## Prélude

### Le repli de l’armée de Bohême
Après la bataille de Montereau, le 18 février 1814, les troupes de l’armée de Bohême s’étaient repliées jusque vers Troyes. Au soir du 20 février 1814, elles se tenaient sur une ligne allant de Fontvannes à Malmaison. Le commandant en chef de l’armée de Bohême, le prince autrichien Schwarzenberg, envisagea sérieusement la possibilité de livrer bataille à partir de ces positions et demanda pour cela le renfort de l’armée de Silésie de Blücher qui arriva avec 48 000 hommes le 21 février 1814 à Méry-sur-Seine.
Le même jour, l’état-major de Schwarzenberg reçut une mauvaise nouvelle du sud où l'armée autrichienne de Ferdinand von Bubna und Littitz, qui était entrée en France par Genève, se trouvait en difficulté face aux 38 000 hommes de l'armée de Lyon commandée par le maréchal Augereau : celui-ci venait de reprendre Chambéry et menaçait Genève. Les lignes d’approvisionnement et de repli de l’armée de Bohême via la trouée de Belfort étaient menacées. Schwarzenberg réagit en envoyant l’armée autrichienne de Bianchi forte de 30 000 hommes de Troyes via Dijon sur le Rhône afin de combattre l’armée d’Augereau.
L’armée de Bohême se trouva alors affaiblie dans ses effectifs et le quartier général de Schwarzenberg redoutait que Napoléon ne tente de passer avec son armée via Dijon vers le sud pour encercler les forces coalisées. Ceci amena Schwarzenberg à ordonner le 22 février 1814 un repli stratégique au-delà de l’Aube et l’abandon de Troyes.
Au matin du 23 février 1814 se déroula au quartier général du roi de Prusse Frédéric-Guillaume III une réunion générale en présence du tsar Alexandre Ier, de l’empereur d’Autriche François Ier, de ses principaux ministres et du prince Schwarzenberg. Schwarzenberg dut faire face à de vives critiques en raison des mouvements de repli de l’armée de Bohême mais sut trouver les arguments pour défendre sa position.

### Avance des troupes menées par Napoléon et combats de Méry
Après que Napoléon a fait halte les 19 et 20 février 1814 à Montereau, les troupes françaises avancèrent sous son commandement au sud de la Seine vers l’est et se trouvèrent le 22 février 1814 vers midi en vue de Troyes.
Napoléon voulait s’installer à Méry-sur-Seine, où il avait envoyé le corps d’armée du maréchal Oudinot. Cependant, le corps d’armée russe du général Sacken de l’armée de Silésie, venu du nord, avait déjà occupé Méry, situé principalement sur la rive nord du fleuve, alors que le corps de Wittgenstein de l’armée de Bohême s’était porté à Villacerf.
Les troupes françaises arrivèrent le 22 février 1814 vers 14h00 en provenance du sud-ouest au pont de Méry sur la Seine et un vif affrontement s’engagea. Au même moment, un incendie se déclara dans Méry, probablement dû à un feu de bivouac des troupes russes mal éteint. Quelques unités françaises parvinrent à passer le pont et à prendre position sur la rive nord de la Seine, semant le désordre dans les rangs de l’armée de Silésie avant d’être repoussés par la contre-attaque de plusieurs bataillons.
Napoléon s’installa au soir à Châtres alors que les échanges de coup de feu à travers le fleuve se poursuivirent toute la nuit. Les troupes des deux camps étaient confrontées à des difficultés, ne parvenant pas à trouver suffisamment de nourriture ou de bois de chauffage pour la nuit. De nombreuses masures en bois de paysans servirent de combustible pour une nuit. Les commandants des unités durent faire garder leurs quartiers pendant la nuit afin qu’on ne les leur démonte pas pendant leur sommeil.
Le 23 février 1814, la bataille de Méry continua, à ceci près qu’à Méry les troupes Russes furent remplacées par des francs-tireurs prussiens qui parvinrent à déloger les Français de la rive opposée. Chaque camp subit des pertes de quelques centaines d’hommes ces jours-là.

### Prise de Troyes par l’armée française
Depuis la matinée du 23 février 1814, l’armée française avançait sur les routes de Nogent et Sens en direction de Troyes, tenue par les forces coalisées de l’armée de Bohême. Une escarmouche entre la division légère autrichienne du Pince Moritz von Liechtenstein et la cavalerie française eut lieu près de Fontvannes mais l’armée de Bohême se retirait vers l’est derrière Troyes. Vers 16h00, les Français atteignirent les murailles de la ville et demandèrent aux coalisés de la leur livrer, ce qui leur fut refusé. Les Français prirent alors Troyes sous le feu de leur artillerie et plusieurs incendies se déclarèrent dans la ville. Trois assauts nocturnes pour s'emparer de Troyes échouèrent. Toutefois, les forces de la coalition se retirèrent de la ville jusqu’au 24 février 1814 vers 02h00 du matin. À 03h00, les premiers Français pénétrèrent par les portes de la ville désormais ouvertes. Napoléon, qui avait passé la nuit à proximité de la ville, entra dans Troyes avec la garde impériale à 11h00. La veille, il avait par décret condamné à mort quiconque avait collaboré avec les troupes de la coalition.
Le 24 février 1814 à 16h00, les troupes autrichiennes proches de Montieramey furent attaquées par la cavalerie de la garde et essuyèrent de légères pertes.
Napoléon demeura à Troyes jusqu’au matin du 27 février 1814 et s’occupa de l’organisation, de l’approvisionnement et du renfort de ses armées. Dans la nuit du 26 au 27 février 1814, Napoléon appris que l’armée de Silésie de la coalition, sous le commandement de Blücher, avait quitté ses positions sur la rive nord de la Seine dans la nuit du 23 au 24 février 1814 en direction du nord et s’était livrée entre-temps à plusieurs combats avec le corps des maréchaux Mortier et Marmont. Dans la nuit, Napoléon pris la décision de poursuivre Blücher, donna les ordres nécessaires et se lança le lendemain avec une armée de plus de 30 000 hommes à la poursuite de l’armée de Silésie.
Les troupes françaises restantes des maréchaux Macdonald, Oudinot et Gérard furent placées sous le commandement de Macdonald.

### Poursuite du repli de l’armée de Bohême
Le 25 février 1814, l’armée de Bohême poursuivi son repli vers l’est : les gardes russes, les réserves à Colombey-les-Deux-Églises et les autres corps jusqu’à l’Aube. Des troupes françaises les suivaient de près. Ce soir-là, les empereurs de Russie et d’Autriche résidaient déjà à Chaumont alors que le roi de Prusse s’était établi à Bar-sur-Aube.
Le 26 février 1814, les gardes et cuirassiers russes se replièrent à Chaumont, les autres corps de l’armée de Bohême franchirent l’Aube pour prendre position sur l’autre rive. Dès 10h00, le roi de Prusse et le Prince Schwarzenberg se trouvaient à Colombey-les-Deux-Églises où ils avaient installé leurs quartiers généraux. C’est là qu'ils reçurent vers 15h00 des courriers les informant de l’avancée de l’armée de Silésie ainsi que du fait que la plus grande partie de l’armée française était encore stationnée vers Méry-sur-Seine et Troyes. Seuls deux corps d’armée français commandés par les maréchaux Oudinot et Macdonald avaient suivi l’armée de Bohême, le premier le long de la route de Troyes à Bar-sur-Aube, le second le long de la Seine. Napoléon n’accompagnait en personne aucun des deux corps.
Sur la foi de ces informations, le Prince Schwarzenberg pris des dispositions pour la journée suivante dans le but de livrer bataille aux troupes françaises.
Dans l’après-midi du 26 février 1814, une division française menée par Gérard arriva à Dolancourt, à 10 kilomètres au nord-ouest de Bar-sur-Aube et tira avec son artillerie sur les troupes de la coalition qui tenaient le pont, les forçant à se retirer. Les Français dégagèrent le pont et la cavalerie put franchir l’Aube.
Au cours de ce même après-midi, les corps bavaro-autrichien de Wrede franchi la rivière à Bar-sur-Aube, traversa la ville et prit position au-delà de la ville le long des routes menant vers les hauteurs. Une division des troupes d’Oudinot s’approcha dans la soirée de Bar-sur-Aube, passa également la rivière et installa une forte garnison dans la ville. Le gros du corps d’armée d’Oudinot suivi et se trouvait le soir à l’ouest de la ville. Une tentative française de sortie vers l’est fut contrée par un feu d’artillerie nourri des troupes bavaroises de Wrede, provoquant quelques incendies en ville. Un bataillon bavarois parvint à prendre une des portes de la ville en contre-attaquant mais fut rapidement contraint à se replier. Pendant la nuit la situation était la suivante : les Français tenaient les fortifications alors que les Bavarois contrôlaient les alentours.

## Topographie du champ de bataille
En 1814, Bar-sur-Aube comptait environ 4 000 habitants. La ville est située sur la rive droite (orientale) de l’Aube et était défendue par une enceinte et trois portes. La première porte ouvrait sur la route de Brienne, vers le nord, la seconde vers l’est et la route de Colombey-les-Deux-Églises, la troisième porte allait vers l’ouest et le pont sur l’Aube (route de Troyes via Spoy.)
À l’est ainsi qu’à l’ouest, les collines s’avancent jusqu’à la ville et la rivière, l’ouest est boisé tandis que les coteaux orientés vers l’ouest étaient couverts de vignobles clôturés par des murs rendant le déploiement de la cavalerie impossible.
Les coteaux entrecoupés de vallées aux ruisseaux marécageux à l’est de la ville furent le théâtre des combats du 27 février 1814.

## Les positions à la veille de la bataille

### Les positions françaises
Le corps d’armée de Oudinot occupait Bar-sur-Aube avec une division. Une seconde se trouvait en retrait sur la rive occidentale de l’Aube.
Une division de Gérard se trouvait vers Dolancourt sur la rive occidentale de l’Aube afin de protéger le pont, toutes les autres unités du corps d’armée avaient franchi la rivière pour prendre position le long de la vallée jusqu’à Bar-sur-Aube. Ces troupes ne disposaient que du pont vers Delancourt pour toute retraite car les rues étroites de Bar-sur-Aube, qui était de plus assiégé de l’est par les troupes bavaroises, lui était de facto impraticables. Seules les hésitations du commandement russe permirent aux Français de rallier au soir de la bataille la rive droite de l’Aube.
En tout, 30 000 Français avec 60 pièces d’artillerie étaient mobilisés, même si tous ne prirent pas part aux combats du lendemain. Les difficultés d’approvisionnement étaient cependant telles que de nombreuses autres pièces d’artilleries étaient restée à Magny-Fouchard, où l’on avait préféré de laisser se reposer les chevaux de trait. Ainsi, lors du combat du 27 février 1814, les Français ne disposèrent dans les premières lignes que de l’artillerie à cheval comme soutien, ce qui joua un rôle sur le déroulement de la bataille.
Le corps d’armée du maréchal Macdonald se tenait beaucoup plus au sud, sur le cours supérieur de la Seine jusqu’à Essoyes avec une avant-garde à Fontette.

### Les positions des coalisés
Le corps d’armée bavaro-autrichien de Wrede se tenait à l’est de la ville, des remparts jusqu’aux vallées des collines avoisinantes. Il était fort de 24 000 hommes, dont un tiers d’Autrichiens, et de 96 pièces d’artillerie. Des troupes autrichiennes de ce corps d’armée tenaient le pont près de Fontaine.
Le corps d’armée russe de Wittgenstein comportait 20 000 hommes et 52 pièces d’artillerie. Ceux-ci avaient traversé l’Aube au petit matin du 26 février 1814 avant les Bavarois et les Autrichiens à Bar-sur-Aube et Dolancourt et bivouaquaient dans la nuit du 27 février 1814 dans les collines à l’est de l’Aube jusqu’à Colombey-les-Deux-Églises.
Les corps d’armée de Wurtemberg franchi également l’Aube le 26 février 1814, à Bar-sur-Aube et Fontaine, et se retira vers Blessonville non loin de Chaumont. Les Wurtembergeois occupaient également Laferté-sur-Aube et Châteauvillain.
Le corps d’armée autrichien de Gyulay se tenait vers Arc-en-Barrois qu’il avait rejoint les jours précédents depuis Gyé-sur-Seine.

## La bataille de Bar-sur-Aube le 27 février 1814

### Les combats jusqu’à 10h00
Les dispositions du Prince Schwarzenberg pour la matinée du 27 février 1814 prévoyaient que les divisions situées le plus au nord du corps d’armée russe de Wittgenstein devait avant le lever du soleil faire une manœuvre par le nord pour atteindre et contrôler le pont de Dolancourt afin de couper la retraite sur la rive droite de l’Aube aux Français.
À l’aube du jour, clair et dégagé, le Prince Schwarzenberg décida d’assister en personne à l’ouverture des hostilités. Il se rendit vers 8h00 dans le camp russe pour un petit-déjeuner. Quand un adjudant de Schwarzenberg invita le général Wittgenstein à se hâter, les Russes se mirent en route. Dans la lumière du jour naissant, leurs mouvements étaient toutefois visibles des Français qui réagirent tout de suite en conséquence. Cette partie du plan de Schwarzenberg avait échoué.

#### Les combats à partir de 10h00
Quand les généraux français comprirent que leurs troupes risquaient de se faire contourner par les Russes, ils réagirent à leur façon en prenant l’initiative : ils envoyèrent leurs hommes dans les vignobles à l’est de la ville à la rencontre des Russes et un fort contingent avec 8 pièces d’artillerie pénétra dans Bar-sur-Aube. La division de cavalerie française de Kellermann passa l’Aube par un gué en aval de Bar-sur-Aube et se jeta sur les Russes.
Les Français n’hésitèrent pas un instant à attaquer les troupes russes du corps d’armée de Wittgenstein sur les coteaux surplombant l’Aube dès qu’ils eurent atteint ces derniers. L’attaque fut tout d’abord couronnée de succès et désorganisa les Russes qui ne s’y attendaient pas et commencèrent à se replier. Le comte Wittgenstein mena personnellement un régiment de cuirassiers russes au combat. La cavalerie ne parvint pas à se déployer correctement dans le terrain difficile de clos de vignobles et dut se retirer.
À cet instant se produit un incident qui aura par la suite une grande influence sur la campagne : le comte Wittgenstein fut blessé à la jambe droite par balle alors qu’il menait le régiment des cuirassiers de Pskov à l’assaut. Il fit traiter rapidement la blessure et resta à son poste toute la journée mais ne put poursuivre son service dans les jours suivants et fut remplacé par Raïevski qui se révéla plus discipliné et efficace.
Des officiers d’état-major autrichiens de Schwarzenberg firent les premiers amener deux pièces d’artillerie lourde russes dont le feu infligea de sévères pertes aux Français, dépourvus de soutien d’artillerie, et les força à se replier. Deux autres pièces aidèrent les Russes à prendre du terrain et empêcher une contre-attaque française.
Peu après, les Français poursuivirent leur attaque au nord-ouest d’Ailleville contre les hauteurs de Lévigny. Encore une fois leurs deux assauts ne purent forcer les défenses russes appuyées par 40 canons. La division de cavalerie Kellermann qui menait l’assaut y perdit 400 chevaux.
Entre-temps, le comte Wittgenstein et le prince Schwarzenberg avaient adapté leurs plans aux événements et ordonné aux troupes russes qui se trouvaient encore en marche vers le pont de Dolancourt de faire demi-tour. Elles furent bientôt attaquées entre Arsonval et Vernonvilliers par des troupes françaises, elles aussi dépourvues d’artillerie, qui durent finalement battre en retraite devant le feu des canons russes.
La division russe du Prince Eugène de Wurtemberg, impliquée dans des combats à cet endroit, n’avait pas de cavalerie propre en soutien. Ceci permit aux Français de lancer un nouvel assaut avec l’appui d’une unité de cavalerie commandée par le général Saint-Germain. Une fois de plus la supériorité de l’artillerie russe contribua à jouer un rôle essentiel pour repousser cet assaut.
Mais quand la cavalerie russe, commandée par le comte Peter von der Pahlen et formant l’avant-garde du corps Wittgenstein, qui s’était avancée le plus loin au nord-est vers Dolancourt, fut rentrée les Russes purent enfin entreprendre une avancée du nord-ouest vers le sud-est, en remontant l’Aube. Ils tombèrent toutefois tout de suite sur la division française de Rottembourg qui arrêta la progression russe.
Le Prince Schwarzenberg mit à profit ce temps et ordonna à une division du corps bavaro-autrichien de Wrede de venir renforcer les troupes russes. Elle fut sur place avant 16h00.

### Les combats à partir de 16h00
Vers 16h00, le Prince Schwarzenberg lança l’assaut de ses troupes : le corps d’armée russe de Wittgenstein, renforcé par une division autrichienne, devait engager les lignes françaises à l’est de l’Aube et le corps bavaro-autrichien de Wrede devait attaquer la ville de Bar-sur-Aube.

#### Les combats sur la rive droite de l’Aube
Les troupes françaises ne résistèrent pas à l’assaut des troupes renforcées de Wittgenstein. Elles installèrent les pièces d’artillerie disponibles le long de la route de Bar-sur-Aube à Arsonval et parvinrent à évacuer sous son feu la majorité des hommes par le pont de Dolancourt.
Alors qu’il faisait déjà nuit, le comte Pahlen et ses troupes russes arriva près d’Arsonval à portée de tir de l’arrière-garde française, dont la cavalerie de Kellermann. Il fit tirer son artillerie montée sur les Français, se repliant, et lança sa cavalerie. Les Français furent désorganisés, tentèrent une faible contre-attaque et prirent la fuite. Ceux qui ne pensaient plus pouvoir atteindre le pont tentèrent de traverser la rivière à la nage. Nombre d’entre eux se noyèrent et beaucoup furent faits prisonniers par les cosaques. Le comte Pahlen put prendre le pont à Delancourt et envoya sa cavalerie à la poursuite des Français en fuite dans l’obscurité sur la route de Vendeuvre-sur-Barse.

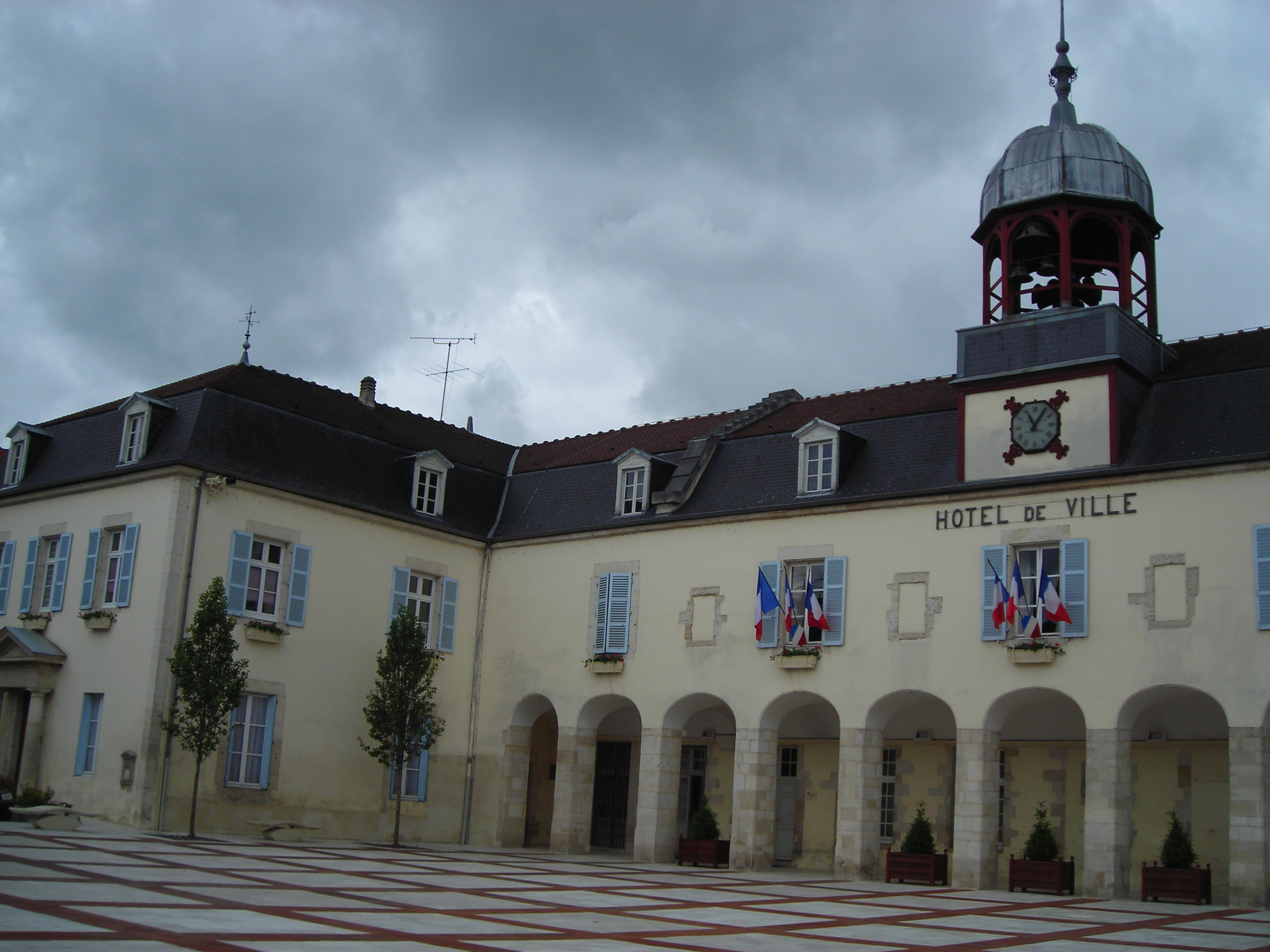
La mairie de Bar-sur-Aube

#### Les combats pour la ville
Les Bavarois du général Wrede donnèrent l’assaut de Bar-sur-Aube par l’est mais se heurtèrent à une résistance farouche des défenseurs. Les Bavarois parvinrent toutefois au bout de combats acharnés à prendre une des portes de la ville et à l’ouvrir, permettant ainsi aux troupes coalisées de pénétrer dans la ville où s’entama un combat féroce pour chaque maison, les habitants de la ville secondant les troupes françaises.
Quand la nouvelle du repli des troupes françaises en dehors de la ville sur l’autre rive de l’Aube fut connue, la garnison entama également un repli. Avant qu’elle puisse se retirer par le seul pont un régiment bavarois prit celui-ci d’assaut, coupant la retraite aux soldats français qui durent alors se rendre.
La ville de Bar-sur-Aube avait subi de lourds dégâts, certaines rues étaient ravagées par les combats.

## Les mouvements des autres corps de l’armée de Bohêmele 27 février 1814
Comme le Prince Schwarzenberg ne connaissait ni les forces ni la position exactes du corps d’armée de Macdonald. Il avait déjà ordonné la veille, le 26 février 1814, que le corps d’armée de Gyulay et le corps de Wurtemberg s'avancent sur Bar-sur-Seine pour s’opposer au dit corps d’armée français.

### Les mouvements du corps autrichien de Gyulay
Le corps autrichien de Gyulay passa le 27 février 1814 de la région d’Arc-en-Barrois vers l’ouest sur le cours supérieur de l’Aube, prenant le contrôle de tous les ponts de Gevrolles, Montigny-sur-Aube, Veuxhaulles-sur-Aube et Boudreville ainsi que de la rive droite de la rivière entre ces communes. Gyulay envoya un détachement en aval jusqu’à Laferté-sur-Aube et un autre en reconnaissance au-delà de l’Aube vers Riel-les-Eaux près de l’Ource.

### Les mouvements du corps de Wurtemberg
Le corps de Wurtemberg prit également position sur le cours supérieur de l’Aube et occupa la rive droite de l’Abbaye de Clairvaux à Laferté-sur-Aube. Les troupes de Wurtemberg franchirent la rivière à Laferté et occupèrent la ville. Le prince héritier Guillaume envoya un détachement de cosaques plus loin vers l’ouest, jusqu’à Fontette où ils tombèrent sur des cavaliers français de la division de cavalerie de Milhaud. Les Français se lancèrent tout de suite à l’attaque et les cosaques durent se retirer.

## Les mouvements du corps d’armée français de Macdonald
Au matin du 27 février 1814, le maréchal Macdonald ordonna à ses troupes de marcher sur Laferté-sur-Aube. Ils rencontrèrent des unités de Wurtemberg devant la ville mais celles-ci se retirèrent devant la supériorité numérique des troupes françaises. Le prince héritier Guillaume ne souhaitait pas combattre avec une rivière dans son dos et ses hommes quittèrent logiquement la ville vers l’est après avoir rendu le pont infranchissable.
Les Français occupèrent rapidement Laferté sous le feu de l’artillerie de Wurtemberg qui se trouvait sur la rive opposée. Un pont de pierre à Silvarouvres fut également pris par les Français, sans toutefois être détruit.
Les troupes de Macdonald, environ 18 000 hommes, restèrent dans leurs positions le long de l’Aube les jours suivants. Au matin du 28 février 1814, le maréchal Macdonald voulu remonter l’Aube sur la rive gauche en direction de Bar-sur-Aube mais tomba partout sur les troupes de l’armée de Bohême, amenant le maréchal Macdonald à conclure que Bar-sur-Aube était également occupé. Il tenta ensuite de rallier Vendeuvre-sur-Barse en passant par Vitry-le-Croisé, supposant correctement que le maréchal Oudinot et ses troupes s’y replieraient.

## Les combats du 28 février 1814
Dans la matinée du 28 février 1814, les Wurtembergeois marchèrent après quelques hésitations sur la rive droite de l’Aube vers l’Abbaye de Clairvaux où ils traversèrent la rivière, n’ayant pas d’autre pont à disposition. Ils se mirent en ordre de bataille devant Champignol. Un détachement des Wurtembergeois avait déjà atteint à ce moment Vitry-le-Croisé. La route de Vendeuvre était coupée au maréchal Macdonald. Il prit avec ses hommes la direction du sud-ouest et pris position entre Saint-Usage et Fontette dans un endroit favorable. Ainsi les Wurtembergeois et les Français se firent face en début de soirée à 7 kilomètres de distance. Aucun camp n’osa lancer une attaque, seule l’artillerie wurtembergeoise pilonna les positions françaises jusque tard dans la nuit.
Le corps d’armée de Gyulay avait reçu l’ordre de marcher sur la rive droite de l’Aube via Créancey en direction du nord et de prendre position en face de Laferté-sur-Aube, à l’endroit où les Wurtembergeois se tenait le matin même. La météo était mauvaise et les routes boueuses ce qui ralentit la progression des Autrichiens qui ne prirent position devant Laferté qu’à 14h00. À 16h00, Gyulay lança l’assaut sur le pont de pierre de Silvarouvres. Au prix de lourdes pertes, les Autrichiens nettoyèrent les barrières devant le pont avant de monter à l’assaut de la rive gauche de l’Aube. Là, ils chassèrent les Français jusque derrière le village de Villars-en-Azois dans les forêts plus à l’ouest.
Un duel d’artillerie s’était déroulé devant Laferté. Quand les Autrichiens eurent le dessus, Gyulay ordonna l’assaut du pont de bois que les Wurtembergeois avaient rendu impraticable les jours précédents. Les premiers Autrichiens durent passer sur l’ossature du pont comme des équilibristes avant que les troupes suivantes ne remettent le pont en état pour que les chevaux et l’artillerie puissent également l’emprunter.
Le soir, les Autrichiens occupaient Laferté et envoyèrent des troupes pour prendre contact avec les Wurtembergeois. Sensiblement au même moment, Macdonald fut informé par des courriers du déroulement et de l’issue de la bataille de Bar-sur-Aube la veille. Il décida un repli immédiat et à l’abri de l’obscurité se retira sur Bar-sur-Seine. Les Wurtembergeois observèrent les mouvements et envoyèrent leur cavalerie légère à la poursuite des Français pour capturer ceux qui ne se repliaient pas assez vite.
Les pertes de chaque camp s’élevèrent ce jour-là à environ 600 hommes.

## Les jours suivants
Le 1er mars 1814 les corps d’armées de Wurtemberg et Gyulay de l’armée de Bohême poursuivirent leur avancée vers l’ouest jusqu’à la Seine et s’établirent en arc de cercle en face de Bar-sur-Seine. Dans la nuit le maréchal Macdonald fit détruire tous les ponts sur la Seine, ce qui ne fut réalisé que partiellement pour certains ponts de pierre.
Dans la matinée du 2 mars 1814, les Autrichiens purent prendre un pont sur la Seine au sud de Bar-sur-Seine, les Wurtembergeois un autre au nord de la ville, et forcer la traversée du fleuve. Bar-sur-Seine était à l’époque entouré de fortifications à l’intérieur desquelles les troupes du général Brayer étaient retranchées. Les Autrichiens parvinrent rapidement à faire sauter une des portes de la ville et les Français prirent la fuite. Nombreux sont ceux qui furent faits prisonniers. À l’abri de l’obscurité, le corps d’armée de Macdonald se retira le long de la rive gauche de la Seine vers Troyes. Les troupes de la coalition perdirent 500 hommes ce jour-là, les Français encore plus compte tenu des nombreux prisonniers.
Le maréchal Oudinot s’était replié avec ses troupes depuis le 27 février 1814 jusqu’à devant Troyes. Le 3 mars 1814 se déroulèrent de sérieux combats pour les ponts enjambant la Barse. Le maréchal Macdonald, à qui Napoléon avait confié le commandement général, était alors malade, tout comme le maréchal Oudinot, décida de reculer avec toute son armée, environ 30 000 hommes d’infanterie et 10 000 de cavalerie, jusqu’à Nogent-sur-Seine. Macdonald justifia cette décision par la menace que l’armée de Bohême représentait pour les communications avec l’armée de Napoléon plus au nord.
Ainsi, les troupes de la coalition purent de nouveau entrer dans Troyes le 4 mars 1814. Le Prince Schwarzenberg accorda alors à son armée de Bohême une pause de 8 jours jusqu’au 12 mars 1814 pendant laquelle les corps d’armée ne bougèrent pas. Pendant que l’armée de Silésie commandée par Blücher livrait les batailles les plus sanglantes de la campagne contre les troupes menées personnellement par Napoléon, l’armée de Bohême demeura immobile et n’attaqua pas les Français.